# Boy's Life (C-C-Bのアルバム)
『Boy's Life』（ボーイズライフ）は、1984年8月25日にリリースされたC-C-B（当時はココナッツボーイズ）の2枚目のアルバムである。

## 解説
- 前作『Mild Weekend』同様、夏をテーマにした楽曲を多く収録している他、メンバーである渡辺、関口、笠のオリジナル楽曲も収録している。
- 本作より、田口、米川がメンバーとして参加した。
- 「シェリー」はサビの歌詞から「Oh, シェリー」というタイトルにする予定もあったが、同名ヒット曲があったため変更となった。
- 2015年1月21日、ユニバーサルミュージックよりSHM-CDで再発売（本アルバムを含むC-C-Bのオリジナルアルバム9作品が同時リリースされた）。

## 収録曲
| #   | タイトル                       | 作詞         | 作曲           | 編曲                             | 時間 |
| --- | ------------------------------ | ------------ | -------------- | -------------------------------- | ---- |
| 1.  | 「腰抜けスーパーチャンプ」     | 渡辺英樹     | 渡辺英樹       | Coconut Boys                     | 2:59 |
| 2.  | 「ノー・ノー・ボーイ」         | 田邊昭知     | かまやつひろし | Coconut Boys / 佐藤寛            | 3:12 |
| 3.  | 「恋のリメンバー」             | 秋元康       | 萩原健太       | Coconut Boys / 萩原健太          | 3:31 |
| 4.  | 「雨の金曜日」                 | 関口誠人     | 関口誠人       | Coconut Boys / 佐藤寛            | 3:28 |
| 5.  | 「ラ・ラ・ラ・サマー・ビーチ」 | 渡辺英樹     | 渡辺英樹       | Coconut Boys                     | 3:35 |
| 6.  | 「バラ・バラ」                 | Horst Lippok | Horst Lippok   | Coconut Boys                     | 3:27 |
| 7.  | 「ロスト・ヴァケーション」     | 関口誠人     | 萩原健太       | Coconut Boys / 萩原健太 / 佐藤寛 | 3:26 |
| 8.  | 「瞳少女」                     | 秋元康       | 芹澤廣明       | Coconut Boys / 松井忠重          | 3:19 |
| 9.  | 「好きさ・・・リンダ」         | 尾関昌也     | 尾関祐司       | Coconut Boys / 佐藤寛            | 3:28 |
| 10. | 「破れたダイアリー」           | 関口誠人     | 関口誠人       | Coconut Boys                     | 3:55 |
| 11. | 「シェリ－」                   | 笠浩二       | 笠浩二         | Coconut Boys                     | 3:49 |
| 12. | 「そして9月」                  | 秋元康       | かまやつひろし | Coconut Boys                     | 3:42 |
| 13. | 「チリドッグがお気に入り」     | 秋元康       | 萩原健太       | Coconut Boys / 萩原健太          | 2:47 |
| 14. | 「ハロー・ハロー」             | 関口誠人     | 関口誠人       | Coconut Boys                     | 3:19 |

## 楽曲解説
1. 腰抜けスーパーチャンプ
2. ノー・ノー・ボーイ
ザ・スパイダース「ノー・ノー・ボーイ」のカバー
3. 恋のリメンバー
4. 雨の金曜日
5. ラ・ラ・ラ・サマー・ビーチ
6. バラ・バラ
レインボウズのカバー曲
7. ロスト・ヴァケーション
8. 瞳少女
2ndシングル
9. 好きさ・・・リンダ
10. 破れたダイアリー
11. シェリ－
笠がココナッツボーイズ（C-C-Bも含め）時代に唯一作詞をした楽曲。作曲家の筒美京平がシングル曲制作に関わるにあたり、ココナッツボーイズの作品を試聴した際に本曲を歌う笠の声を気に入り、3rdシングルのメインボーカルに指名した[1][2]
12. そして9月
13. チリドッグがお気に入り
2ndシングル チリドッグがお気に入り（両A面シングル）収録
14. ハロー・ハロー